# Slušalice u ušnom kanalu
Slušalice u ušnom kanalu (in-ear slušalice, personalni monitori, monitori u ušnom kanalu, IEM = engl. In Ear Monitor), je vrsta inter-ušnih slušalica koje su dizajnirane da zatvore ušni kanal. Zatvaranje ušnog kanala ima dve funkcije: 
1. blokiranje šuma, i
2. formiranje zatvorena akustična komora kako bi se postigao puniji zvuk.

Za stvaranje takve zatvorene komore, deo slušalice zajedno sa silikonskim ili sunđerastim vrhom se stavlja u prednji deo ušnog kanala. Mnoge high-end In-Ear slušalice su posebno oblikovane prema uvu korisnika i pružaju maksimalnu udobnost i savršeno zatvaranje.
Zbog svoje prenosivosti, visokog kvaliteta zvuka i izolacije nepoželjnog šuma, posebno podešene (a često i posebno oblikovane) slušalice već dugo se koriste na sceni od strane muzičara i audio inženjera. Ove slušalice su deo personalnog monitoringa ili monitorskog sistema (IEMS), koji može biti žičani ili bežični. Radi lakšeg imenovanja, In-Ear slušalice koje se koriste u takvom sistemu se nazivaju IEM. Kasnije, kao su proizvođači počeli da prave slušalice u ušnom kanalu visokog kvaliteta, slušalice za opštu upotrebu (iPod generacija), oznaka 'IEM' je postala popularan naziv za slušalice u ušnom kanalu. Tehnički govoreći, samo slušalice u okviru IEMS-a bi trebalo nazivati IEM-oom. Za potrebe ovog članka, IEM se odnosi na sve slušalice u ušnom kanalu.

### „Bubice“
i „bubice“ (slušalice u uvu) se odnose se na dve različite vrste slušalica. Inter slušne slušalice imaju zvučnik koji je dovoljno mali da se može staviti/nositi u uvu. Dve glavne vrste inter slušnih slušalica su bubice i IEM. Bubice se nose u ušnoj školjci, često na samom početku ušnog kanala. One mogu imati nosač oko glave ili nosač preko uha (engl. clip-on) za veću udobnost, ali one ne prave nepropusnu komoru u ušnom kanalu, jer ne ulaze u njega. S druge strane, IEM delimično ulazi u ušni kanal i stvara nepropusnu akustičnu komoru.

### Izolacija šuma
Uprkos njihovoj veličini, slušalice sa aktivnim poništavanjem šuma (ANC = engl. Active Noise Cancellation) ne daju uvijek bolje smanjenje buke u odnosu na IEM. Takođe, kvalitet zvuka mnogih ANC slušalica je drugorazredan (u odnosu na cenu). Nasuprot tome, IEM bolje smanjenje buku, bez gubitka kvaliteta zvuka.
Ovo su neka merenja laboratorije auditornih sistema sa Tehničkog univerziteta Virdžinije. Dok su sve Shure-ove IEM na testu dale izolaciju od 29 dB do 37 dB, rezultati ANC slušalica nisu toliko velike:
- : 20  (77% od ambijentalne buke)
- : 11  (58% od ambijentalne buke)
- : 8  (40% od ambijentalne buke)

### Tipovi zvučnika
Postoje dve glavne vrste zvučnika koji se koriste u IEM: dinamički i sa balansiranim oklopom (BA).
Dinamički (sa pokretnim jezgrom) zvučnici su česti u nižoj klasi IEM zbog dostupnost i niže cene (u odnosu na BA). Oni se obično kreću od 8mm do 16mm u prečniku. Dinamički zvučnici su poznati po svojoj sposobnosti za stvaranje snažnijeg basa jer se više vazduha kreće tokom reprodukcije zvuka. Više kretanje vazduha znači jaču bas senzaciju jer postoji tendencija da se 'osećaju' niski basovi više nego što ih stvarno čujemo. Mane dinamičkog zvučnika je njegova veličina. Takođe je važno napomenuti da su mnogi veliki proizvođači koriste dinamičke zvučnike relativno niskog kvaliteta zvuka u svojim IEM. Naravno, tu su i IEM proizvođači koji su se specijalizovali u proizvodnji visoko kvalitetnih dinamičnih IEM zvučnika, npr. Future Sonics je jedan od prvih proizvođača IEM.
BA zvučnici su malih dimenzija, stoga mnogo IEM proizvođača koristi 2, 3 ili više BA u svakoj lušalici (Ultimate Ears - UE18pro čak 6). Dodavanjem barem jednog od BA kao vofer, IEM sa više BA su obično bolji od onih sa jednim BA. Korišćenje više BA delimično rešava problem, jer BA pomera manje vazduha nego dinamički zvučnik. Mana BA zvučnika je njihova visoka cena.
Postoje i hibridni IEM-ovi (npr. UE Super.fi 5 EB) koje koriste dinamičke i BA zvučnike zajedno, kako bi najbolja svojstva oba došla do izražaja. Međutim, recenzije takvih vrste IEM-a su često mešovite.

### Izabrati prave završetke
Postoje tri vrste završetaka (vrh IEM koji se umeće u uho): mekani plastični(uglavnom napravljene od silikona ili PVC), sunđerasti i posebno oblikovani prema korisniku od tvrdih akrilnih ili mekih silikonskih materijala (postoje i hibridni, ali ređe).
Mekani plastični završeci pojavljuju se u dve verzije: univerzalni i u zavisnosti od veličine uha. Univerzalni, kao što su Etymotic tri-flanges i bi-flanges omogućavaju korisniku da postavi završetak prikladno i dublje u ušni kanal (oni se mogu smatrati previše nametljivim za korisnika). Završeci se uglavnom prave u tri veličine: mali, srednji i veliki. Korisnik odabira veličinu završetaka na osnovu udobnosti zatvaranja ušnog kanala.
Osim posebno oblikovanih, sunđerasti završeci se smatraju najudobnijim i pružaju bolje zatvaranje. Bolje zatvaranje ušnog kanala daje topliji, puniji zvuk od meke plastike. Sunđerasti završeci takođe imaju dve verzije: univerzalne (npr. Shure žuti sunđer), i u zavisnosti od veličine uha (Shure crni sunđer). Većina sunđera nisu perivi i zahtevaju zamenu nakon nekoliko nedelja upotrebe (vidi poglavlje: Čišćenje i održavanje IEM i završetaka). Sunđerasti završeci kompanije Comply se među najudobnijim. Comply takođe proizvodi različite vrste sunđera za različite IEM-ove.
Posebno oblikovani završeci prema korisnikovom uhu su najkvalitetniji IEM-ovi (ili kastomizovani IEM-ovi), gde je zvučnik (zvučnici) i završetak izvedeni. Međutim, posebno oblikovani završeci se prave i za univerzalne IEM-ove (koji su dizajnirani za korišćenje sa mekim plastičnim ili sunđerastim završecima). Nedavno, kastomizovani IEM-ovi zadobijaju popularanost u mid-end tržištu IEM. Najveća prednost je njihovo stajanje i udobnost kako o ušnom kanalu, tako i u ušnoj školjci. Budući da je napravljene po meri korisnika, one osiguravaju savršenu zatvorenost, a pružaju najbolju udobnost i kvalitet zvuka. 

### Veličina završetaka
Izbor ispravne veličine završetka IEM osigurava savršenu zatvaranje, što doprinosi maksimalnoj udobnost i visok kvalitet zvuka.
Korišćenje završetaka koji je veći nego što je potreban stvara senzaciju otoka ili bol u ušnom kanalu u veoma kratkom periodu korišćenja.
Korišćenje završetaka koji je manji od potrebnih će rezultovati u slabo zatvaranju ušnog kanala ili rasipanje vazduha/zvuka. U takvoj situaciji, korisnik će primetiti da je bas slabiji od normalnog ili ga nema, i IEM završeci će vam ispasti iz ušnog kanala vrlo lako.
Treba napomenuti da iako najbolje odgovara, ubacivanje stranog objekta u ušni kanal mogu stvoriti vrlo neprijatno osećaj prvih par puta. U cilju prevazilaženja ovog problema, malo strpljenja često je potrebno pored odabira odgovarajućih završetaka.

### Faktori udobnosti
Drugi faktori koji utiču na komfort:
Faktor jedan - Plitko protiv dubokog ubacivanja
Većina IEM-ova sa završetkom iz jednog dela, omogućavaju da budu plitko u ušnom kanalu kada su u potpunosti ubačeni (oko 8 ~ 9mm). Plitko umetanje znači manje izolacije, ali više udobnosti za korisnika. IEM-ovi sa završetkom iz više delova će zahtevati od korisnika da ih duboko unese (> 9mm). Duboko postavljanje znači bolje zatvaranje na taj način više izolacije, ali manje udobnosti.
Faktor dva - Materijal završetka
Najčešće se završeci od meke plastike izrađuju od silikona ili PVC-a raznih debljina. Uopšteno govoreći, silikon je mekši i tako udobniji od PVC-a. Silikonski završeci nisu svi iste tvrdoće/elastičnosti.
Faktor tri - Debljina zavšetka
Pravilo je, tanji završetak je udobniji. Međutim, tanji završeci stvaraju manje izolacije.
Faktor četiri - Dizajn slušalice
Deo slušalice u kojoj je smešten zvučnik takođe doprinosi udobnosti. U osnovi, manji i niži profil slušalica je udobniji. To je razlog što se univerzalne slušalice (Super.fi i Triple.fi) često smatraju da će biti neprijatan.

## Literatura
1. ↑  Berge, B.; Pirzanski, C. (2005). „Ear canal dynamics: Facts versus perception”. The Hearing Journal. 58 (10): 50—8. doi:10.1097/01.HJ.0000285785.83490.6c.
2. 1 2 3 4 5 6  „Vodič za In-Ear slušalice (slušalice u ušnom kanalu”. Архивирано из оригинала 8. 2. 2011. г. Приступљено 22. 10. 2010.

## Dodatna literatura
- Dean MS, Martin FN, 2000. Insert earphone depth and the occlusion effect. American Journal of Audiology 9: 131-4.
- Federman J, Picou E, 2009. Federman, Jeremy; Picou, Erin (2009). „Music and hearing protection: A call to action”. Perspectives on Audiology. 5 (1): 3—9. doi:10.1044/poa5.1.3.
- Federman J, Ricketts T, 2008. Federman, J.; Ricketts, T. (2008). „Preferred and minimum acceptable listening levels for musicians while using floor and in-ear monitors”. J Speech Lang Hear Res. 51 (1): 147—59. PMID 18230862. doi:10.1044/1092-4388(2008/011).
- Fligor BJ, 2007. „Hearing loss and iPods: What happens when you turn them to 11?”. The Hearing Journal. 60 (10): 10—6. doi:10.1097/01.HJ.0000295441.16133.0c.
- Fligor BJ, 2009. Fligor, Brian J. (2009). „Risk for noise-Induced hearing loss from use of portable media players: A summary of evidence through 2008”. Perspectives on Audiology. 5 (1): 10—20. doi:10.1044/poa5.1.10.
- Palmer CV, 2009. Palmer, Catherine V. (2009). „Affecting life-long habits of school-age musicians”. Perspectives on Audiology. 5 (1): 21—7. doi:10.1044/poa5.1.21.

## Spoljašnje veze
- „Etymotic - ER•4 uputstva za upotrebu”. Архивирано из оригинала 11. 4. 2010. г.
- „Slušalice u ušnom kanalu”. Архивирано из оригинала 14. 2. 2017. г.